# Drakan: The Ancients' Gates
Drakan: The Ancients' Gates è un videogioco in stile avventura dinamica per PlayStation 2, con elementi di gioco di Surreal Software, pubblicato nel 2002, sequel del gioco per PC 1999 Drakan: Order of the Flame.

## Trama
Rynn, una coraggiosa guerriera, e Arokh, un impavido dragone della "Stirpe degli Antichi", sono chiamati a salvare i "Dragoni dello Spirito" e a riportare l'ordine su Drakan. Per farlo, dovranno combattere contro la magia nera, il caos e i sinistri "Signori del Deserto". Rynn e Arokh rappresentano l'unica speranza per Surdana, ultimo bastione della civiltà su Drakan. In quanto coppia legata dal vincolo dell'Ordine, Rynn e Arokh hanno giurato di proteggere la civilizzazione rimasta. Per farlo, dovranno trovare la strada per l'Occhio della Madre, e risvegliare il Dragone Madre Mala-Shae.

### Surdana
La storia inizia con una scena che mostra Rynn, la protagonista, appena tornata al suo villaggio, ormai distrutto. Arokh, Dragone dell'Ordine che la affianca, la avverte che delle voci che parlano un'antica lingua lo stanno chiamando. Che tali voci provengono da Surdana, la quale dovrebbe essere raggiunta al più presto. Rynn, mossa dalla sua umanità, lo avvisa che lo raggiungerà solo dopo aver seppellito i morti del suo villaggio. Il Drago, dopo averla avvisata della pericolosità di lasciare Surdana scoperta per troppo tempo, spicca il volo e parte in direzione della città.
Oltrepassate le mura di Surdana, Rynn viene accolta dal Generale Dehrimon, che la invita a raggiungere la governante di Surdana, Lady Myschala, quindi per estensione il suo castello situato a sud della città, poiché ella ha un messaggio importante per la nostra protagonista. Mentre Rynn si dirige in città, viene trattenuta da un gruppo di Grull, banditi esperti che imperversano nella strada per raggiungere Surdana. Sconfitti, Rynn raggiunge la città, e assiste alla fuga di una spia. Due uomini, incaricati della difesa pubblica, intervengono ma ne pagheranno le conseguenze. Infatti, la spia si rivela essere un Signore del Deserto, creatura provenienti da Sessool, mondo demoniaco, culla del male che si trova dietro al declino di Drakan, probabilmente trovasi a Surdana sotto copertura con lo scopo di trovare informazioni. Dopo aver atterrato una delle due guardie, il Signore del Deserto viene smaterializzato da una donna in viola, che si presenterà a Rynn come Jade la Maga, e afferma di essere una di quelli che l'ha convocata in città. Una volta aggiornata sulla provenienza di questi stregoni, Rynn viene invitata nuovamente a raggiungere Lady Myschala, e Jade si congeda con un incantesimo scenico che la farà sparire, non prima però di averla invitata a venirla a trovare sulla sua torre, ma solo quando sarà pronta per sapere di più sui suoi nemici.
Una volta raggiunto il castello, è Zola Dane ad accogliere Rynn, egli è un veggente e consigliere reale della Regina, e la informa che Lady Myschala la sta aspettando nel salone reale. Raggiunto il salone lei è là, con un vestito dorato che ricorda la pelle di Drago, impaziente di dirle l'importante messaggio. A quanto pare il ritorno di Arokh apre nuove possibilità per la vittoria del Bene, esso è uno dei Dragone dello Spirito, una volta guardiani sacri, frammenti degli spiriti ancestrali di tutte le razze di dragoni. Rispettati, quasi adorati, tra loro nessuno era più potente della Madre Dragone, Mala-Shae. Finite le Guerre Oscure, fu lei a condurre i guardiani verso il Sonno dei Saggi. Secondo la leggenda, essa può essere risvegliata proprio come gli altri dragoni dello spirito, tra questi Arokh è primo e, per ora, unico risvegliato. L'unico modo per risvegliare Mala-Shae è con l'Occhio della Madre, portale magico situato dietro il castello di Surdana. Esso, oltre a chiamare la stessa Mala-Shae, è collegato ad altri quattro portali, e può teletrasportare chi lo attraversa nelle terre lontane nelle quali sono situati i portali stessi. Purtroppo per risvegliare la madre dei dragoni devono essere aperti tutti e quattro, e ognuno dei portali può essere sbloccatolo solo se prima raggiunto da un Dragone della Stirpe degli Antichi, in parole povere Arokh. E proprio mentre lo si citava, eccolo arrivare dall'orizzonte. Un colloquio tra Arokh e Dehrimon esplica che Rynn sarà incaricata di raggiungere "Shadowmire", la palude delle ombre. Questo perché parrebbe che i portali siano stati sigillati con la magia, e per sbloccarli è necessario un incantesimo legato a un oggetto che fu nascosto, la Runa Cifrata. La Runa dovrebbe trovarsi in una sala al di sotto delle radici di un monumento chiamato Albero del Dolore, situato nei meandri delle paludi.

### Shadowmire
Rifornita di armi da Brekk l'Armaiolo, viene incaricata dal fabbro di procurarsi anche un altro oggetto, l'Elmo di Pugno di Rospo, il più forte e capo fra i Trog, mostri che albergano nella palude, privi di remore, che si nutrono di carne umana. Quindi, Rynn si dirige in direzione delle mura occidentali, per arrivare alle paludi. Prima di entrare nel tunnel per le paludi, Rynn viene messa al corrente dalla guardia del cancello della pericolosità di Shadowmire, ma lei deve entrare lo stesso. All'entrata delle paludi c'è un uomo, disperato in cerca della figlia Semira che, da quanto lui racconta è stata rapita dai Trog. Visto che l'uomo è disarmato, Rynn si offre volontaria di trovare la figlia al suo posto. Le paludi si scoprono essere un complesso di alberi mastodontici, sommersi alla base da acqua stagnante generata dalle cascate formatesi dagli affluenti del fiume principale di Surdana, un sistema di costruzioni in legno che permette di percorrere l'intero complesso, ma non è finita qui, qualcosa sembra nascondersi al suo interno che ancora non ci è stato raccontato. Durante l'adempimento dei suoi oneri, Rynn incontra Nichols l'Audace, un uomo arrogante impegnato in una missione all'interno della Palude. Riprendendo la ricerca della Runa Cifrata, ecco che Rynn si imbatte in un gruppo di Trog che sembra siano pronti a mettere al rogo una ragazza. Salvata la ragazza, ella si conferma essere Semira, e tranquillizzatasi dopo l'esperienza terrificante decide di imboccare da sola la via del ritorno, orma ripulita e messa al sicuro dalla nostra eroina.
Tra Trog, trappole e Ragni giganti, Rynn sembra finalmente aver raggiunto l'Albero del Dolore, purtroppo non è tutto oro quello che luccica. Infatti la sala della Runa si trova a diversi metri sotto le radici dell'albero, e per raggiungerla Rynn dovrà trovare un'altra via. Tutto d'un tratto, un cartello con su scritto Keep Out, le consiglia di non avvicinarsi a quella che ha tutte le sembianze di essere una capanna. Sia dall'esterno che dall'interna sembra tutt'altro che disabitata. Un uomo avanti con l'età entra nella capanna, e schernisce Rynn dandole della ladra. Rivelato il suo piano all'Eremita, il nostro sicario viene incaricato per un'ulteriore compito, questa volta utile anche ai fini della missione principale. C'è un vecchio tunnel, solo che è stato blindato dai Trog, e controllato dalle Fiere, creature mangia-uomini prive di un pensiero di senso compiuto, dotate di zanne e artigli. Per sgomberare il tunnel Rynn dovrà procurarsi un calderone esplosivo, l'Eremita dei Rospi sarebbe disposto a costruirgliene uno in cambio di 4 sacche di polvere da sparo, che si possono reperire dalle miniere proprio vicino al tunnel. Procuratasi le sacche, Rynn torna dall'Eremita. Lui, sorpreso dalla fretta della ragazza decide di dargli uno dei suoi esplosivi, e di costruirsi poi da solo l'esplosivo con le sacche portategli da lei. Aperta la breccia, Rynn può finalmente dirigersi in direzione della sala dell'Albero. Arrivata nelle tane più profonde dei Trog si imbatte nuovamente in Nichols l'Audace, questa volta imprigionato dai Trog stessi, ma nonostante l'umiliazione non perde l'arroganza, e a testa alta gli preme dire a Rynn di fuggire via dalle paludi, a suo avviso un luogo poco indicato per le donne.
La nostra protagonista decide di continuare per la sua strada, e finalmente raggiunge la base dell'Albero del Dolore, dove potrà estrarre la Runa Cifrata dalle radici dell'albero. Missione completata, si può uscire da questo luogo sporco di fango, però non prima di aver tolto a Pugno di Rospo, l'Elmo dalla sua testa. Dal suo fatiscente trono, Pugno di Rospo sta aspettando la belligerante ragazza, che nel giro di pochi fendenti metterà fine al suo ruolo di Capo. Preso l'Elmo, Rynn può per davvero uscire dalla palude, ma a quanto pare non è finita qui. Il Ponte che conduceva all'uscita crolla proprio sotto i piedi di Rynn, e nel tentativo di trovare un nuovo modo di uscire si accorge che un uomo di nostra conoscenza si ritrova con la vita appesa a un filo, letteralmente. Nichols l'Audace si trova sotto la tortura dei Trog, praticamente spacciato. Rynn decide di aiutarlo, salvandogli la Vita. In preda al terrore, Nichols riconosce finalmente l'audacia di Rynn, e decide di ricompensarla consegnandole un libro che le permetterà di trovare un tesoro all'interno della Palude. Una Spada dell'Ordine, situata vicino a una piattaforma di pietra circondata da pilastri. Arrivata li, Rynn recita le parole del potere aprendo il cancello, prende la spada e si ritrova preda di una trappola. Dei morti con il corpo di scheletro escono dalle loro tombe e attaccano la nostra eroina. Lei si difende senza problemi, abbatte gli scheletri e si dirige finalmente verso l'uscita. Prima dell'uscita rincontra Semira e suo padre, finalmente riconciliati. Una volta fuori dalle paludi, si accorge che davanti al castello di Lady Myschala una figura oscura avvolta dalle tenebre sembra apparire. Jasaad Duthane, capo dei Signori del Deserto e apparso per dare un ultimatum alla regina, una minaccia per essere più chiari. "Accettate la nostra guida - il suo modo di definire la schiavitù - o sarete distrutti". Myschala senza alcun timore respinge l'offerta di Jasade, e lo sollecita ad andarsene. Sparito nel nulla, esattamente come è comparso, il quadro della situazione è ormai chiaro per i nostri protagonisti, sconfiggere Jasaad e i Signori del deserto.

## Modalità di gioco
Lo stile di gioco di Drakan: The Ancients' Gates è identico al suo predecessore. Esso si può distinguere in due parti: sul terreno e in aria.
- Sul terreno, sarà Rynn a combattere, anche se in alcuni casi può essere affiancata da Arokh. Con Rynn potrai: camminare, correre, saltare, aggrapparti, rotolare, nuotare, attaccare, difenderti e avvalerti di incantesimi, i quali potranno essere di matrice sia offensiva, che difensiva o strategica.
- In Aria, invece, è Arokh il protagonista, anche se governato da Rynn. Il duo è superiore a qualsiasi tipo di nemico non aereo, ma per sconfiggere nemici volanti è necessaria grande quantità di manovre e mira. Con Arokh potrai: camminare sul terreno, spiccare il volo, rimanere in sospeso nel cielo, volare per l'intero spazio della mappa in 3 dimensioni, volare in picchiata, atterrare e ovviamente attaccare sia in volo che da terra.

## Personaggi

### L'Ordine

#### Protagonisti
- Rynn
- Arokh

#### Alleati
- Lady Myschala
- Generale Dehrimon
- Zola Dane*
- Jade la Maga
- Maestro Sevoth
- Capitano Fandrill
- Comandante Ranwulf
- Caposcout Tashvek
- Zeggoro e Gli Spiriti
- Capitano Serris

#### Commercianti
- Brekk l'Armaiolo
- Qualaas l'Alchimista
- Olag il Fabbro dell'arcipelago
- Altus il Fabbro della Rocca
- Fabbro della Tundra
- Fabbro della Valle
- Alchimista della Valle

### Nemici

#### Taglia piccola
- Grull
- Fiere
- Trog
- Ragni
- Ghoul/Figli di Navaros
- Wartok
- Golem dei ghiacci
- Mezzuomini
- Senzanima
- Guardie di Grotus
- Signori del Deserto

#### Taglia grande
- Catapulte
- Balestre lancia-dardi
- Bigfoot
- Yeti
- Golem
- Draghi Alanera
- Draghi Alarossa
- Dragoni di Ossa
- Grifoni

### Boss finali

#### Taglia piccola
- Pugno di Rospo
- Voltag/L'IInquisitore
- Demone di Ossa
- Tritaossa/Lo Sciamano
- Snotmaw
- Khossa Vole/Il Negromante
- Fratello Yedeen & Sorella Indja
- Maulgak
- Gothraul/Il Principe dei Ghoul
- Zola Dane*
- Grotus
- Yutaji/Lo Stregone della Carne
- Jasaad Duthane

#### Taglia grande
- Mezzidrel
- Daemog lo Yeti
- Shaza & Tora
- Il Golem del Dolore

### Comparse e nominati
- Semira la ragazza rapita
- Nichols l'Audace
- Mala-Shae la Madre Dragone
- Il Grande Krozvokt
- Il Cugino Sebborna
- André e suo figlio Perry
- Mardis lo schiavo

## Luoghi

### Principali
- Surdana
- Shadowmire
- L'arcipelago Andreliano
- La Rocca dei Corvi
- La Tundra Settentrionale
- Le Terre dei Mezzuomini
- La Valle dei Caduti
- Stratos/Il Deserto delle Lacrime

### Secondari
- La Grotta dei Funghi
- I Sotterranei della Città
- La Fratellanza del Verbo Eterno
- Kragmor
- La Città dei Dannati

### Complementari
- Le Miniere di Polvere
- Le Miniere dei Cristalli
- Accampamento dei Grull dei Ghiacci
- La Tomba Dimenticata
- Luoghi di caccia di Daemog
- Le Grotte di Ghiaccio
- Terre dei Wartok
- Le Rovine
- Tana di Grotus
- Il Porto
- Il Salone Nuziale